# Bruno Engelmeier
Bruno Engelmeier (Viena, 5 de setembro de 1927 - 2 de julho de 1991) foi um futebolista e treinador austríaco que atuava como goleiro.

## Carreira
Bruno Engelmeier fez parte do elenco da Seleção Austríaca na Copa do Mundo de 1958.